# L'Amour et l'Art
 (mars 2023).
Si vous disposez d'ouvrages ou d'articles de référence ou si vous connaissez des sites web de qualité traitant du thème abordé ici, merci de compléter l'article en donnant les références utiles à sa vérifiabilité et en les liant à la section « Notes et références ».
Pour plus de détails, voir Fiche technique et Distribution.
L'Amour et l'Art (Burgtheater) est un film autrichien réalisé par Willi Forst, sorti en 1936.

## Synopsis
Vienne en 1900. Friedrich Mitterer, célèbre acteur du Burgtheater, voit prier dans l'église Leni Schindler, la fille du maître tailleur, et en tombe amoureux. Mais elle aime le jeune acteur inconnu Josef Rainer qui vit chez ses parents.
Quand Leni découvre une carte d'invitation pour Mitterer à une réception chez la baronne Seebach, elle le donne à Rainer qui vient à la place de Mitterer. Il se fait remarquer et obtient un petit rôle au Burgtheater.
Lorsque le mari jaloux de la baronne se rend compte que sa femme est tombée amoureuse de Rainer, il y a un scandale à la suite duquel Rainer n'est plus la bienvenue au Burgtheater. Alors qu'il est sur le point de se suicider, il est sauvé par Mitterer qui sait pour le couple entre lui et Leni.

## Fiche technique
- Titre français : L'Amour et l'Art[1]
- Titre original : Burgtheater
- Réalisation : Willi Forst assisté de Viktor Becker
- Scénario : Willi Forst, Jochen Huth
- Musique : Peter Kreuder
- Direction artistique : Kurt Herlth, Werner Schlichting, Emil Stepanek
- Photographie : Ted Pahle
- Son : Karl Becker-Reinhardt, Karl Schönlich
- Montage : Hans Wolff
- Production : Willi Forst
- Société de production : Willi Forst-Film (de)
- Société de distribution : Tobis-Filmverleih
- Pays d'origine :  Autriche
- Langue : allemand
- Format : Noir et blanc - 1,37:1 - Mono - 35 mm
- Genre : Drame
- Durée : 122 minutes
- Dates de sortie :
  -  Allemagne : 13 novembre 1936.
  -  Autriche : 25 décembre 1936.
  -  Slovénie : 18 janvier 1937.
  -  Danemark : 23 janvier 1937.
  -  Hongrie : 9 février 1937.
  -  Portugal : 31 mai 1937.
  -  France : 9 septembre 1937[1]

## Distribution
- Werner Krauss : Friedrich Mitterer
- Hortense Raky (de) : Leni Schindler
- Willy Eichberger : Josef Rainer
- Olga Tschechowa : La baronne Seebach
- Hans Moser : Sedlmayer, le souffleur
- Karl Günther : Le baron Seebach
- Karl Skraup (de) : Schindler, maître tailleur
- Josefine Dora : Mme Schindler
- O. W. Fischer : Un acteur du Burgtheaters
- Erik Frey : Un acteur du Burgtheaters
- Camilla Gerzhofer : Mme von S., dame de société
- Franz Herterich : Le directeur du Burgtheater
- Babette Devrient-Reinhold (de) : La princesse
- Otto Hartmann (de) : L'acteur auditionné
- Maria Holst : Fritzi
- Karl Paryla (de): Un jeune acteur
- Fred Steinbacher : Un jeune acteur
- Marietta Weber : Une actrice
- Adi Berber : Le chanteur du Heuriger